# Marcel Terfve

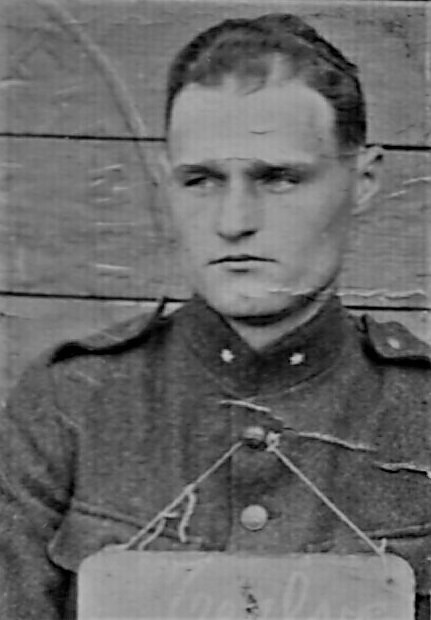
Marcel Terfve

Marcel Toussaint Terfve (Luik, 2 december 1893 - Kluizen, 11 november 1918) was een Belgisch soldaat tijdens de Eerste Wereldoorlog. Hij was de laatste Belgische soldaat die sneuvelde tijdens dit conflict.

## Biografie
Marcel Terfve was de zoon van Gilles, aspirant-notaris en van de française Marie-Jeanne Drapier. Hij nam in 1914 dienst als vrijwiliger in het Belgisch leger. Hij klom op tot de rang van luitenant maar vroeg zijn terugzetting om als korporaal bij zijn eenheid, het 1e Linieregiment te kunnen blijven. Hij was betrokken bij acties aan de Gete, de slag om de IJzer in oktober 1914 en aan de gevechten om Diksmuide.
Op 11 november 1918 belandde hij aan het kanaal Gent-Terneuzen, voor het dorp Kluizen. Hoogstwaarschijnlijk waren de soldaten aan beide oevers van het kanaal op de hoogte van de nakende wapenstilstand die om 11 uur in zou gaan. Toch werd hij om 10:42 dodelijk getroffen in de longen. Twee anderen geraakten zwaargewond.
De eerste Belgische gesneuvelde van de Eerste Wereldoorlog, Antoine Fonck ook in 1893 geboren, geniet veel meer bekendheid dan Marcel Terfve.